# Томас, Ойген Адольф
Ойген Адольф Томас (нем. Eugen Adolf Thomas, 1912—1986) — швейцарский лимнолог и альголог.

## Биография
Ойген Томас родился 19 ноября 1912 года в Цюрихе в семье Оскара Томаса-Висса и его жены Альмы. В 1931 году поступил в Высшую техническую школу Цюриха, учился там до 1935 года, дипломную работу писал под руководством профессора Отто Яга. За эту работу Томас был удостоен серебряной медали Высшей технической школы. В 1936—1937 учился в Уппсальском университете.
В 1939 году под руководством Эрнста Гоймана защитил диссертацию в Высшей технической школе под названием Über die Biologie von Flechtenbildnern, в которой показал возможность культивирования микобионтов и фитобионтов лишйников отдельно друг от друга, предложил отдельно именовать микобионты лишайников, добавляя к имеющимся родовым названиям суффикс -myces. Отдельная классификация микобионтов и фитобионтов была в 1950-х годах развита итальянскими учёными Р. Чиферри и Р. Томазелли, однако в целом была отвергнута научным миром.
С 1940 по 1977 Томас возглавлял цюрихскую лабораторию рационального водопользования. В 1956 году он стал приват-доцентом Цюрихского университета, в 1965 году — профессором, в 1975 году — экстраординарным профессором. В 1983 году Ойген Адольф Томас ушёл на пенсию.
Ойген Адольф Томас скончался 23 февраля 1986 года.

## Некоторые публикации
- Thomas, E.A. Über die Biologie von Flechtenbildnern. — Bern, 1939. — 208 p.